# Lithothelium obtectum
Lithothelium obtectum är en lavart som först beskrevs av Johannes Müller Argoviensis, och fick sitt nu gällande namn av Aptroot. Lithothelium obtectum ingår i släktet Lithothelium och familjen Pyrenulaceae.   Inga underarter finns listade i Catalogue of Life.